# Jackson Township (New Jersey)
Jackson Township ist ein Township im Ocean County von New Jersey in den Vereinigten Staaten. Ein Teil des Townships befindet sich in den Pine Barrens. Das U.S. Census Bureau ermittelte bei der Volkszählung 2020 eine Einwohnerzahl von 58.544.
Jackson ist der Standort des Freizeitpark Six Flags Great Adventure, der Heimat der 139 m hohen Kingda Ka, die Stand 2020 die höchste Achterbahn der Welt ist. Jackson ist auch die Heimat des Six Flags Hurricane Harbor und dem 140 Hektar großen Safaripark Safari Off Road Adventure, der den Six Flags Wild Safari im Jahr 2013 ersetzte.

## Geschichte
Jackson Township wurde am 6. März 1844 durch ein Gesetz der Legislative von New Jersey aus Teilen von Dover Township (heute Toms River Township), Freehold Township und Upper Freehold Township als eigenes Township gegründet, während das Gebiet noch Teil von Monmouth County war. Das Township wurde nach Präsident Andrew Jackson benannt, ein Jahr vor dessen Tod. Es wurde am 15. Februar 1850 Teil des neu geschaffenen Ocean County. Teile des Townships wurden am 11. März 1845 als Plumsted Township zusammengefasst und abgespalten.

## Demografie
Laut einer Schätzung von 2019 leben in Jackson Township 57.731 Menschen. Die Bevölkerung teilt sich im selben Jahr auf in 87,8 % Weiße, 5,4 % Afroamerikaner, 0,1 % amerikanische Ureinwohner, 3,3 % Asiaten und 1,6 % mit zwei oder mehr Ethnizitäten. Hispanics oder Latinos aller Ethnien machten 9,6 % der Bevölkerung aus. Das mittlere Haushaltseinkommen lag bei 95.069 US-Dollar und die Armutsquote bei 5,4 %.
| Bevölkerungsentwicklung Bei den Daten handelt es sich um Volkszählungsergebnisse. | Bevölkerungsentwicklung Bei den Daten handelt es sich um Volkszählungsergebnisse. | Bevölkerungsentwicklung Bei den Daten handelt es sich um Volkszählungsergebnisse. | Bevölkerungsentwicklung Bei den Daten handelt es sich um Volkszählungsergebnisse. | Bevölkerungsentwicklung Bei den Daten handelt es sich um Volkszählungsergebnisse. | Bevölkerungsentwicklung Bei den Daten handelt es sich um Volkszählungsergebnisse. | Bevölkerungsentwicklung Bei den Daten handelt es sich um Volkszählungsergebnisse. | Bevölkerungsentwicklung Bei den Daten handelt es sich um Volkszählungsergebnisse. | Bevölkerungsentwicklung Bei den Daten handelt es sich um Volkszählungsergebnisse. | Bevölkerungsentwicklung Bei den Daten handelt es sich um Volkszählungsergebnisse. |
| --------------------------------------------------------------------------------- | --------------------------------------------------------------------------------- | --------------------------------------------------------------------------------- | --------------------------------------------------------------------------------- | --------------------------------------------------------------------------------- | --------------------------------------------------------------------------------- | --------------------------------------------------------------------------------- | --------------------------------------------------------------------------------- | --------------------------------------------------------------------------------- | --------------------------------------------------------------------------------- |
| Jahr                                                                              | 1940                                                                              | 1950                                                                              | 1960                                                                              | 1970                                                                              | 1980                                                                              | 1990                                                                              | 2000                                                                              | 2010                                                                              | 2020                                                                              |
| Einwohner                                                                         | 2.153                                                                             | 3.513                                                                             | 5.939                                                                             | 18.276                                                                            | 25.644                                                                            | 33.233                                                                            | 42.816                                                                            | 54.856                                                                            | 58.544                                                                            |

## Infrastruktur
Die Interstate 195 ist eine Hauptverkehrsader, die durch den nördlichen Teil von Jackson verläuft (Jackson die einzige Gemeinde im Ocean County, die eine Interstate beherbergt). Während die Schnellstraße in die Gemeinden Howell und Millstone führt, ist sie auch eine wichtige Verbindung für Six Flags, da sie Zugang zum Garden State Parkway, der Interstate 295 und der New Jersey Turnpike (Interstate 95) gewährt.

## Söhne und Töchter der Stadt
- Steve Niles (* 1965), Autor